# Манцевич, Флор Донатович
Флор Донатович Манцевич (в некоторых источниках Флориан) (бел. Флор Данатавіч Манцэвіч; 30 августа 1890, деревня Иказнь, Дизненский уезд, Виленская губерния — 30 июля 1941 года, Полоцк, Витебская область, БССР) — белорусский педагог, общественный деятель.

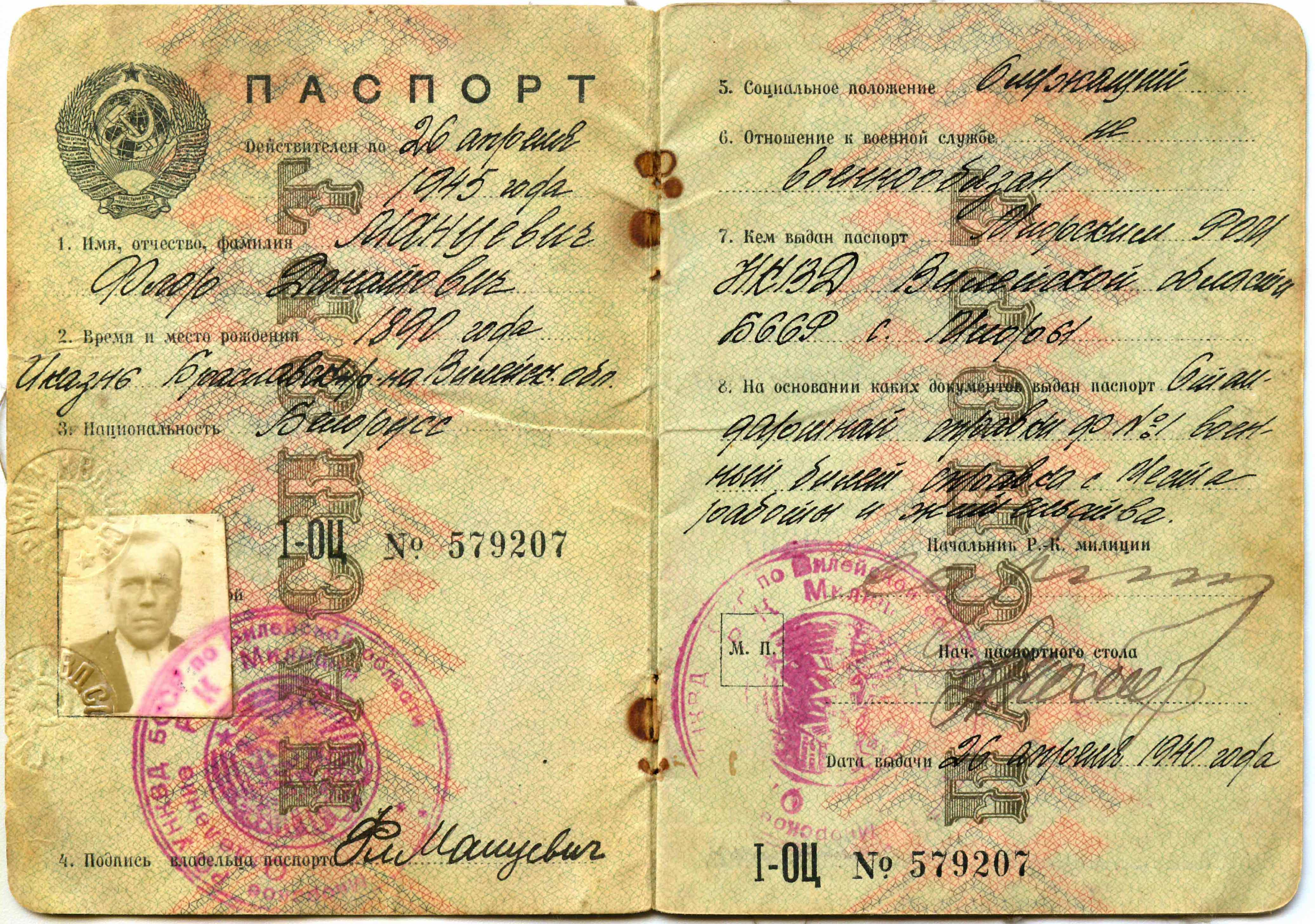
Паспорт Ф.Манцевича. 1940 год

## Биография
Родился в деревне Иказнь Дисненского уезда Виленской губернии (в настоящее время — Браславский район Витебской области) в крестьянской семье. Отец — участник восстания 1863 года. В 1910 году окончил Полоцкую учительскую семинарию, после чего работал учителем в сельских школах.
Собирал белорусский песенный и музыкальный фольклор, занимался музыкой, печатался в газете «Наша Ніва» (по псевдонимом Якім Пярэчка, по другим данным — Паречка). Защищал белорусское крестьянство, выступал против национального угнетения.
В Первую мировую войну работал санитаром в госпиталях.
С 1917 года участвовал в организации школьного образования, с 1923 — учитель в польских начальных школах в окрестностях Браслава и Миор (деревни Нивники и Старые Крюки). Выступал за открытие белорусских школ в Западной Белоруссии.
Входил в Товарищество белорусской школы.
Первый учитель народного артиста СССР Геннадия Ивановича Цитовича.
Депутат Народного Собрания Западной Белоруссии (28—30 октября 1939 года, Белосток), член Полномочной комиссии для предоставления Декларации о вхождении Западной Беларуси в БССР на Пятой Внеочередной сессии Верховного Совета СССР. Докладчик на собрании по вопросу «О вхождении Западной Беларуси в состав Белорусской ССР».
После присоединения Западной Белоруссии участвовал в создании новой системы народного образования. В Друе возглавлял курсы по переподготовке учителей белорусских школ, работал учителем в деревне Малая Ковалевщина (в настоящее время — в Миорском районе).
В начале немецко-фашистской оккупации Белоруссии по доносу арестован гитлеровцами и после пыток расстрелян. Точное место смерти и захоронения неизвестны. Есть неподтвержденные сведения, что Флор Манцевич погиб в Полоцке.